# Flor Van Noppen
Florentinus Ludovicus Leopoldus Eduard (dit Flor) Van Noppen, né le 28 juin 1956 à Turnhout, et mort d'atrophie multisystématisée le 22 septembre 2014 à Dessel, est un homme politique belge flamand, membre de la N-VA. Il est le frère du vétérinaire assassiné Karel Van Noppen.
Il était chef d'entreprise.

## Fonctions politiques
- Échevin de Dessel
- Député fédéral du 10 juin 2007 au 25 mai 2014